# Adenodolichos huillensis
Adenodolichos huillensis är en ärtväxtart som beskrevs av Antonio Rocha da Torre. Adenodolichos huillensis ingår i släktet Adenodolichos och familjen ärtväxter. Inga underarter finns listade i Catalogue of Life.